# Parafia Nawiedzenia Najświętszej Maryi Panny w Giełczynie
Parafia pw. Nawiedzenia Najświętszej Maryi Panny w Giełczynie – rzymskokatolicka parafia należąca do dekanatu Mońki, archidiecezji białostockiej, metropolii białostockiej.

## Historia parafii
Pierwszy kościół w Giełczynie został zbudował w roku 1777 przez kasztelana Krzysztofa Opackiego z Wizny, wówczas należącego do parafii w Wiźnie w diecezji płockiej.
XIX wiek
Po roku 1807, kiedy poprowadzono granicę między Księstwem Warszawskim a Imperium Rosyjskim rzekami Biebrzą i Narwią, świątynia giełczyńska stała się filią parafii w Trzciannem. Po raz pierwszy w dokumencie z roku 1849 Giełczyn figuruje jako parafia, do której należały: dwór Giełczyn i wsie: Giełczyn, Budy, Kołodziej, Brzeziny, Laskowiec, Kleszcze i Zajki.
XX wiek
Kościół był poważnie zniszczony w trakcie I wojny światowej (w roku 1915) jak i podczas II wojny światowej, a całkowitemu zniszczeniu uległa plebania, organistówka i budynek gospodarczy. Rosjanie w trakcie działań wojennych dokonali grabieży kościoła, między innymi wywieźli dzwony do Rosji. Proboszcz Zygmunt Gniedziejko wspólnie z wiernymi w latach 1972–1975 przeprowadzili gruntowny remont świątyni.

## Miejsca święte
Kościół parafialny
- Kościół pw. Nawiedzenia Najświętszej Maryi Panny w Giełczynie

Cmentarz parafialny
W odległości kilometra od kościoła znajduje się cmentarz grzebalny o powierzchni 1 ha, założony prawdopodobnie w roku 1806.

## Obszar parafii
W granicach parafii znajduje się miejscowość Giełczyn. 

## Proboszczowie
- ks. Leon Piotrowski 1947–1958 (następnie proboszcz parafii w Laskowcu)
- ks. Wincenty Grzybowski 1958–1959
- ks. Stanisław Oniszczuk 1959–1970
- ks. Jan Jankowski 1970–1972
- ks. Zygmunt Gniedziejko 1972–1975
- ks. Bronisław Poźniak 1975–1976
- ks. Henryk Błaszczyk 1976–1983
- ks. Józef Murziński 1983–1987
- ks. Henryk Błaszczyk 1987–1997
- ks. Marian Wysocki 1997–2005
- ks. Marek Wojszko 2005–2008
- ks. Stanisław Jakubowicz 2008–2020
- ks. Piotr Zimnoch 2021–